# メキシコハイイログマ
メキシコハイイログマ（墨西哥灰色熊・学名Ursus arctos nelsoni）は、食肉目クマ科に属するヒグマの亜種の一つで、メキシコ北部からアメリカ合衆国南西部（カリフォルニア州南部、アリゾナ州、ニューメキシコ州）にかけて生息していたが、すでに絶滅した。
北隣に分布したカリフォルニアハイイログマよりもさらに小型で、体重は200kgを超え最大で318kg、最も小型のハイイログマであった（ベルクマンの法則の一例である）。
主に植物、果実や昆虫類を食べていたが、ときおり小型の哺乳類を捕食したり、死骸を漁ることもあった。3年に一度、1頭から3頭の子グマを出産した。銀色がかった毛色から、スペイン語で"el oso plateado"（「銀色の熊」）と呼ばれていた。

## 絶滅の経緯
メキシコハイイログマと初めて接触したヨーロッパ人は、16世紀にシボラの七都市を求めてフランシスコ・バスケス・デ・コロナドと共に遠征したコンキスタドールである。生息地にヨーロッパからの移住者が入植するにつれ、メキシコハイイログマは家畜を襲う害獣と見なされ、狩猟の対象となり数を減らしていった。1930年代にはすでに稀になり、チワワ州のチワワ市の北80kmにあるセロ・カンパノ山、サンタ・クララ山、シエラ・デル・ニド山に少数残るのみとなった。1960年には30頭程度が生存するだけになり、保護の対象となったにもかかわらず狩猟は続き、1964年に射殺された2頭の子グマを連れたメスが撃たれたのがメキシコハイイログマの最後の記録となった。1969年にソノラ州のヤキ川源流にある牧場で目撃情報があり、米国の保全生態学者カール・B・コフォード博士が3ヶ月にわたり調査を行ったが、ついに発見されなかった。